# Gare de Berdiansk
La gare de Berdiansk, (ukrainien : Бердянськ (станція)) est une gare ferroviaire ukrainienne située à proximité de Berdiansk.

## Situation ferroviaire
Elle se situe sur la ligne gare de Verkhniï Tokmak I à Berdiansk.

## Histoire
Elle fut construite en 1898 par l'ingénieur Georges Panafutin alors que l conseil municipal avait fait une demande en 1866 pour un bâtiment. La gare fut détruite par l'occupant nazi en 1943 pour être reconstruite en 1948.

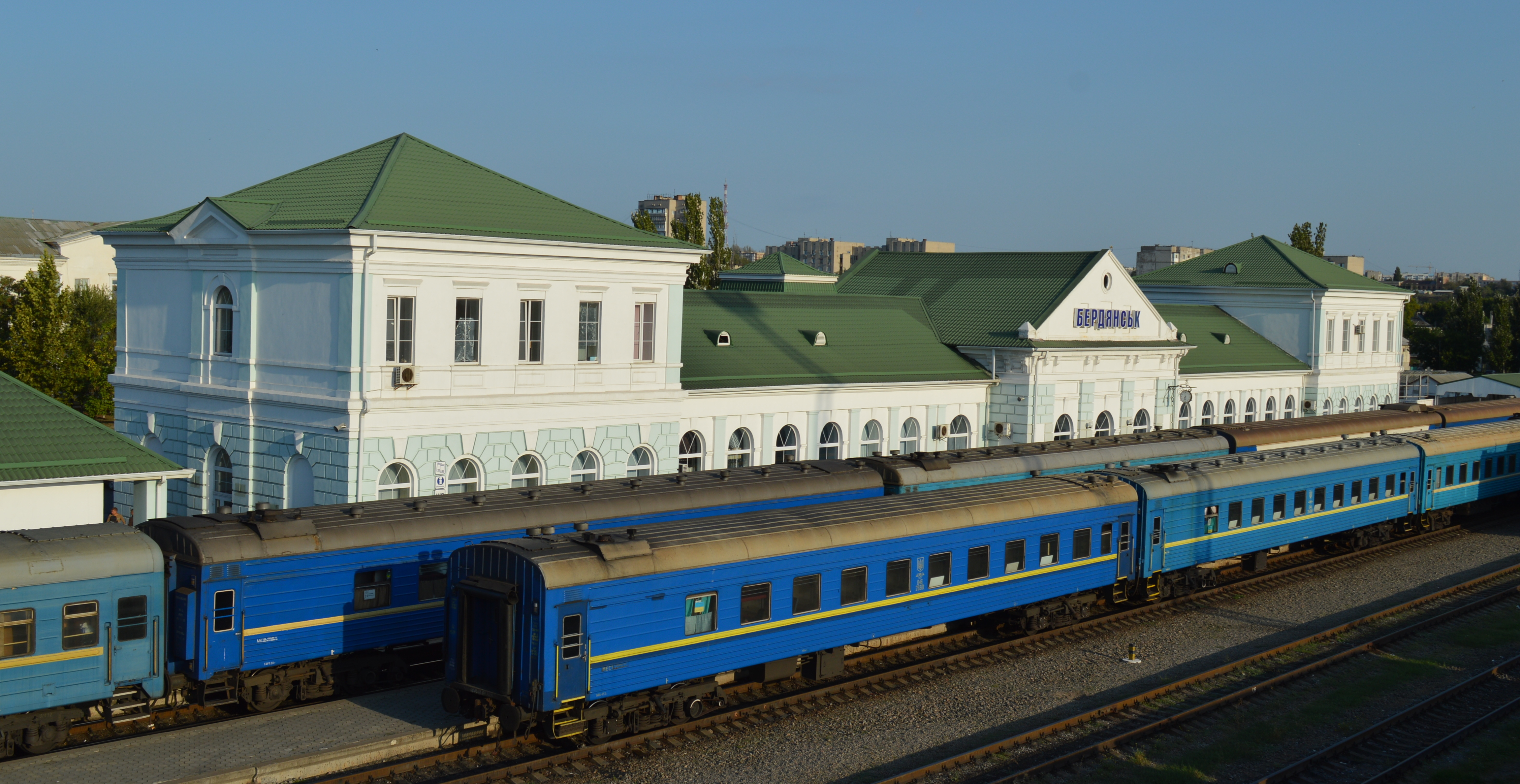
La gare côté voies.